# Автобуси в Пловдив
Автобусният транспорт в Пловдив започва да функционира през 1908 г. Автобусните линии се изпълняват от четири превозвача - „Автобусни превози Пловдив“ ЕООД, „Меритранс-2002“ ЕООД, „Меритранс-2017“ ЕООД и „КЗТ-Златанови“ ООД.

## История на автобусния транспорт
През 1908 г. в Пловдив е открита първата редовна автобусна линия, която свързвала Пловдив със Станимака (днешен Асеновград), като за нея са използвани англичански автобуси Maudslay. До 1910 г. са пуснати още три автобусни линии, свързващи Пловдив с други населени места, и автобусите са част от различни частни превозвачи като тези на Стефан Стойчев и Георги Таушанов. През 1960-70-те години автобусите започват да се заменят с нови модели в рамките на модернизацията на градския транспорт, а през 70-те години е пусната и първата електрическа линия. Днес Пловдив има около 29 автобусни линии, които обслужват както градски, така и извънградски маршрути.